# NGC 7564
NGC 7564 est une étoile située dans la constellation des Poissons, et non la galaxie PGC 70843. L'astronome français Guillaume Bigourdan a enregistré la position de cette étoile le 28 octobre 1886.

## Identification de NGC 7564

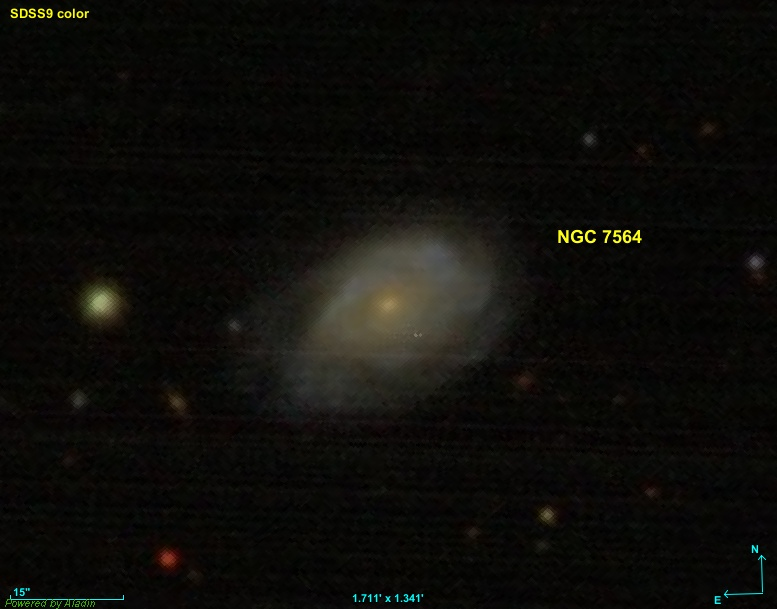
La galaxie PGC 70843 n'est pas NGC 7564.

Malheureusement, le Revised New General Catalogue (RNGC) publié au milieu des années 1970 attribuait presque toujours des désignations NGC aux galaxies qui sont le plus près de l'endroit indiqué par les coordonnées indiquées par les découvreurs, même si l'objet d'origine n'en n'était pas une. De nombreuses erreurs historiques apparaissent donc dans ce catalogue, dont l'identification de NGC 7564 à PGC 70843. Cette galaxie est à environ 6' à l'ouest-sud-ouest de la position indiquée par Bigourdan. Cette erreur a été copiée par les bases de données HyperLeda et Simbad. La base de données NASA/IPAC indique bien qu'il s'agit d'une étoile et les coordonnées indiquées sont celles de l'étoile, mais les données inscrites correspondent à une galaxie.
En réalité, PGC 70843 est une lointaine galaxie dont la distance de Hubble  est égale à 145,6 ± 10,2 Mpc (∼475 millions d'al).
Cette erreur d'identification est aussi reprise sur le site Central Bureau for Astronomical Telegrams ainsi que sur deux autres sites consacrés aux supernovas, Rochester astronomy et Transient name server qui rapportent la découverte de la supernova SN 1990 V dans cette galaxie. Cette supernova a été découverte dans PGC 70843 le 29 juillet 1990 par l'astronome Étatsunienne Jean Mueller de l'observatoire du mont Palomar. Le type de cette supernova n'a pas été identifié et sa magnitude au moment de sa découverte était de 18,0.